# 前野定時
前野 定時（まえの さだとき）は、室町時代から戦国時代 / 安土桃山時代にかけての武将。実名は坪内定時。通称は小平太のち長左衛門。

## 人物
定時は、尾張国葉栗郡松倉城で坪内勝定の子に生まれる。初め坪内小平太定時を名乗る。坪内衆の一人として木下秀吉に協力し、後に母の生家・前野家に仕え、前野小平太定時を称す。当時の前野家の当主は前野長康である。この長康は、『寛政重修諸家譜』によると定時の兄であり、坪内勝定の嫡男とあるが、前野家古文書『武功夜話』には前野宗康（舜秀）の次男とある。この宗康は、定時の母の兄であり、もし長康が宗康の子であるとすれば、長康は定時の従兄弟ということになる。この長康に仕えるまでは、豊臣家の豊臣秀次に仕えて、前野長左衛門定時と改名する。後に文禄の役が起こると、長康の軍に属して自らも出陣したが討ち死にした。

## 氏族
定時の本姓は藤原である。藤原利仁の末裔である富樫氏の富樫頼定が坪内以有の婿養子となって家督を継ぎ、坪内を称したのが藤原利仁流富樫氏族坪内氏の始まりである。また、定時の母の生家である前野家は、桓武天皇皇子の大納言良岑安世の子孫・良岑高成の子・高長が尾張国丹羽郡前野村（現在の愛知県江南市前野町周辺の大口町などの一部）に移り住んで前野高長を称したのが始まりとされるが、高長の曾孫・前野時綱を初代とする資料もある。

## 系譜
- 曾祖父：坪内頼定
- 祖父：坪内定兼
- 父：坪内勝定
- 母：前野長義の娘